# Dracaena cinnabari
Dracaena cinnabari är en sparrisväxtart som beskrevs av Isaac Bayley Balfour. Dracaena cinnabari ingår i släktet dracenor, och familjen sparrisväxter. Detta träd är endemiskt för Socotra, växer på 500-1 500 m ö.h. och blommar i februari. Arten ingår i lövfällande och städsegröna skogar.
Den röda kådan från Dracaena cinnabari (och flera andra arter) kallas drakblod och har bland annat använts som pigment. Nuvarande exploatering av arten är av liten skala men arten betraktas som sårbar av IUCN.

## Bildgalleri

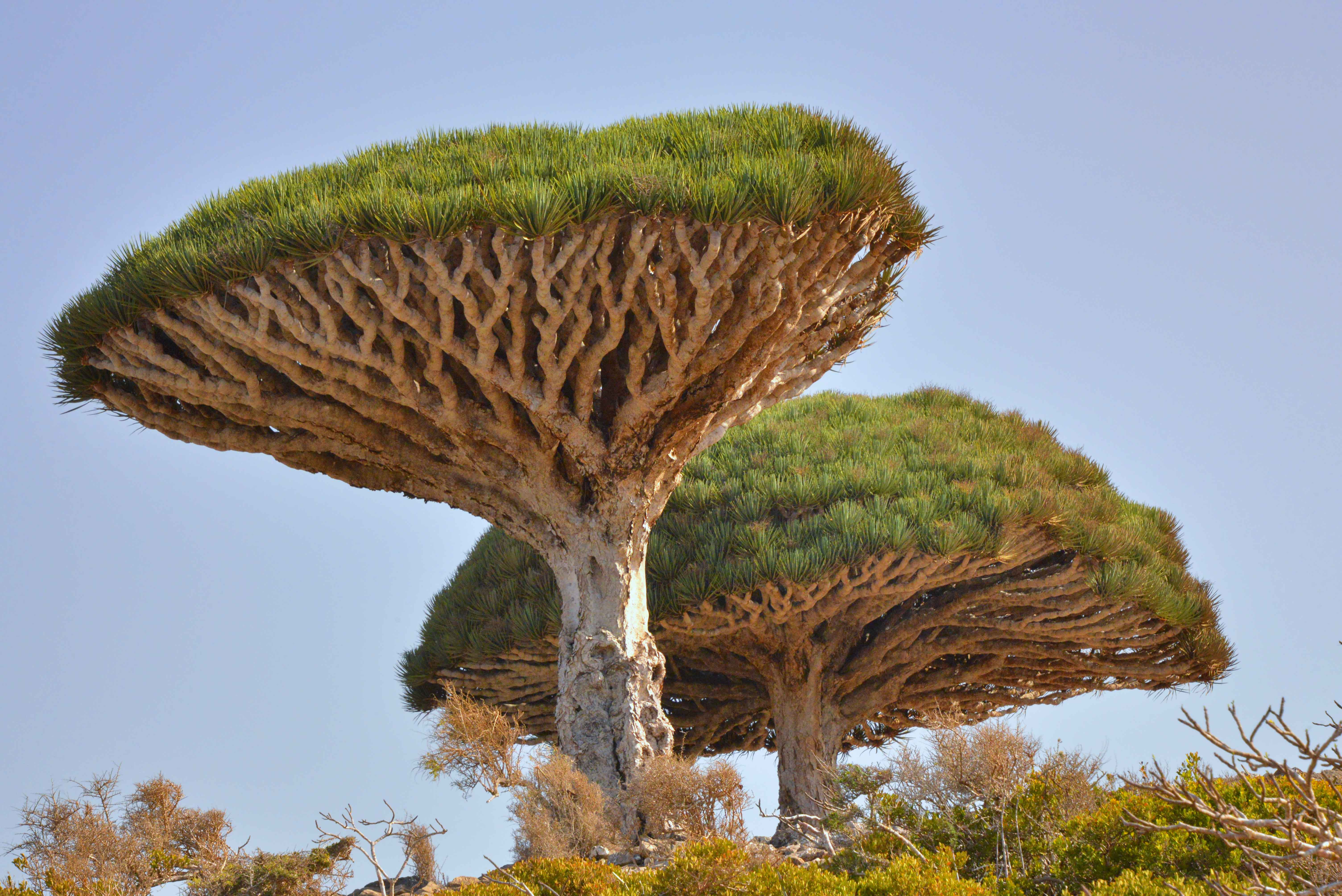
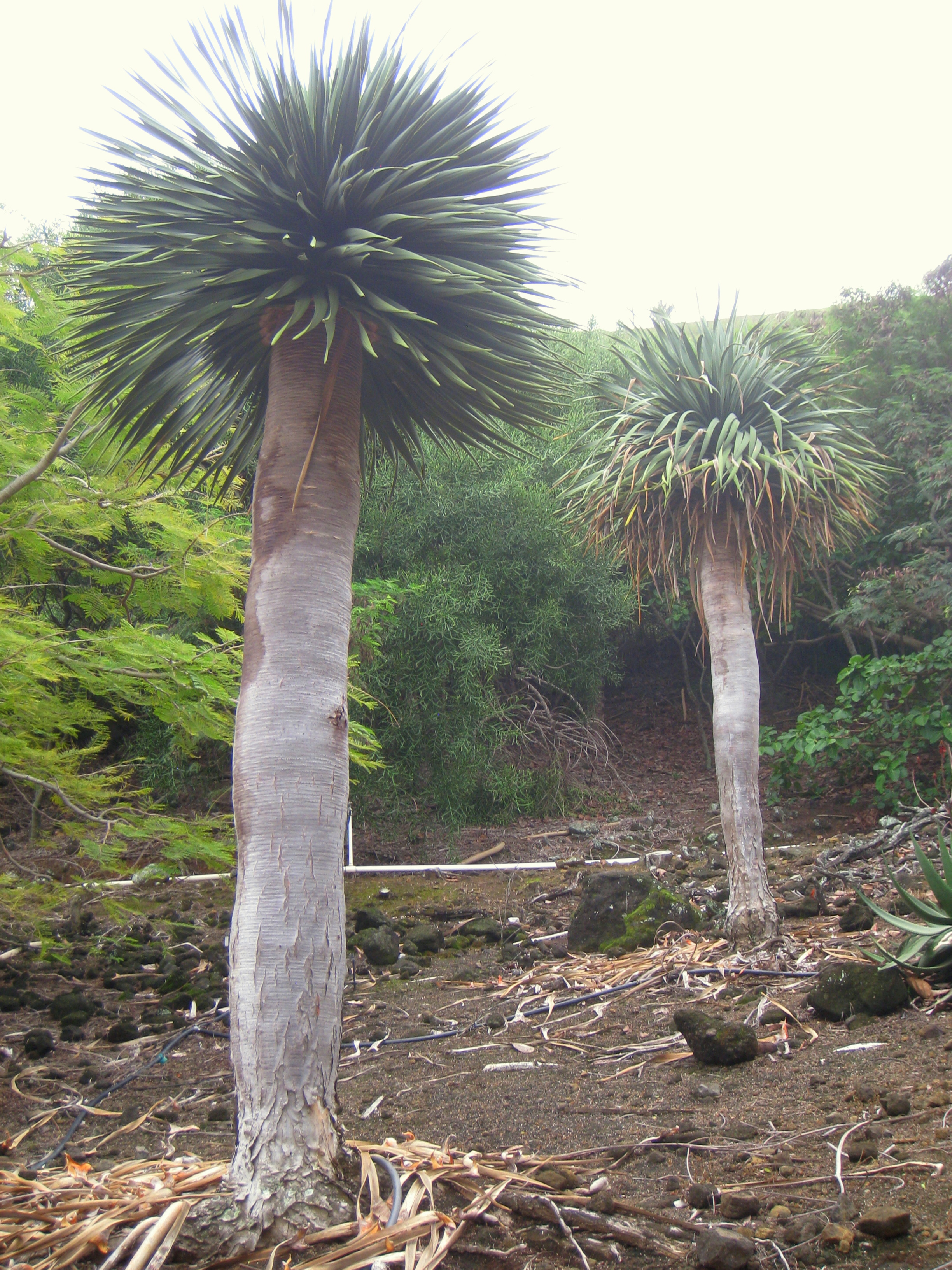
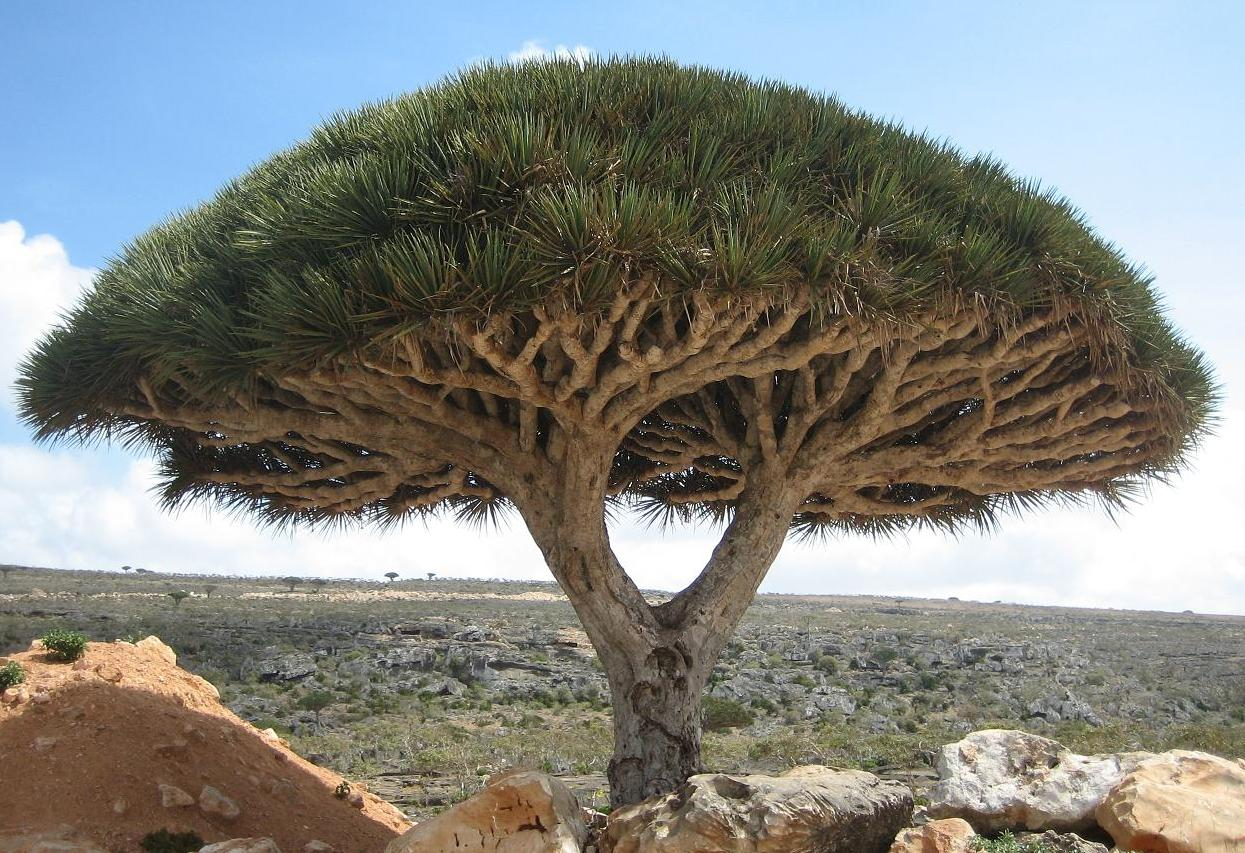
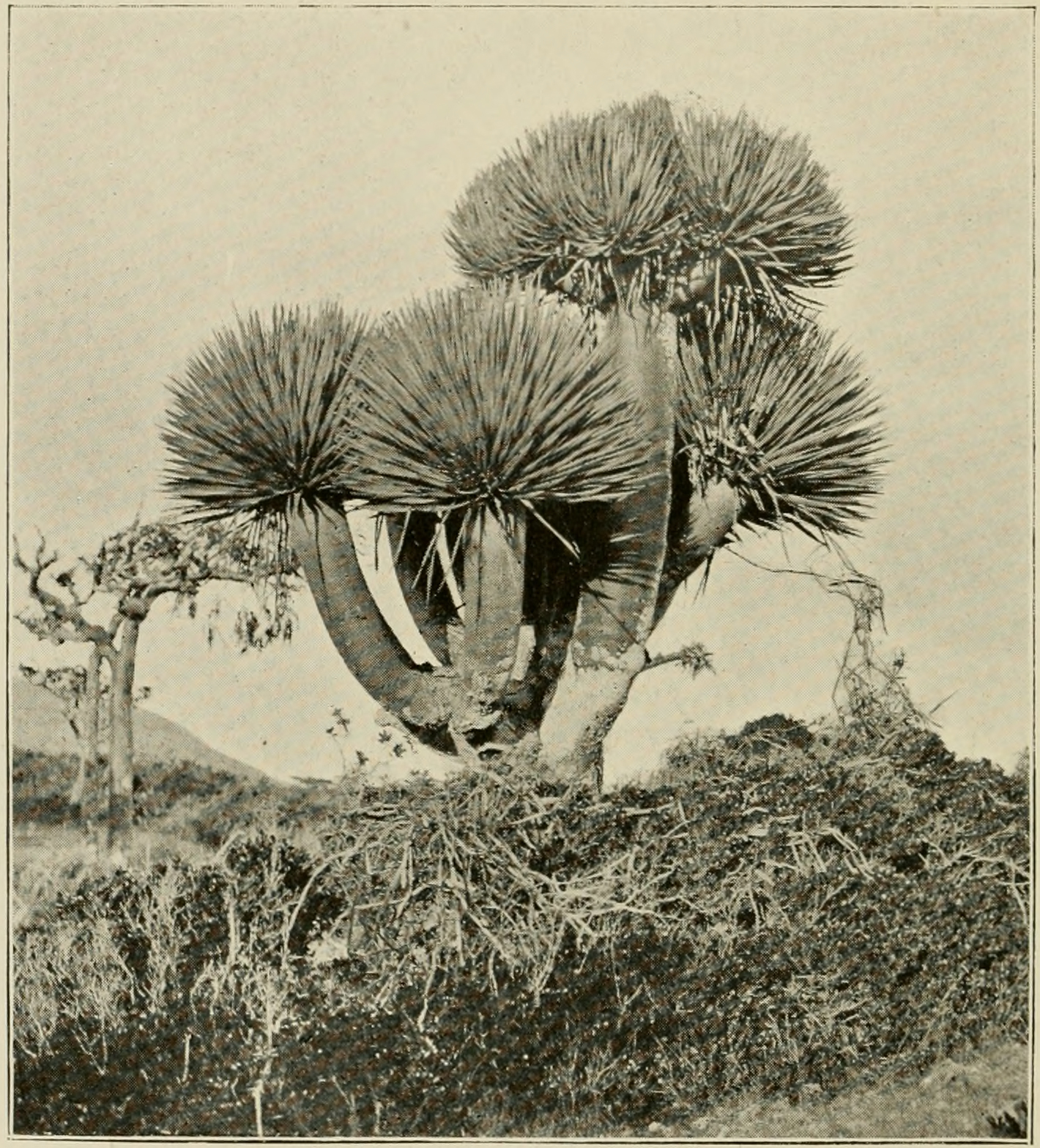
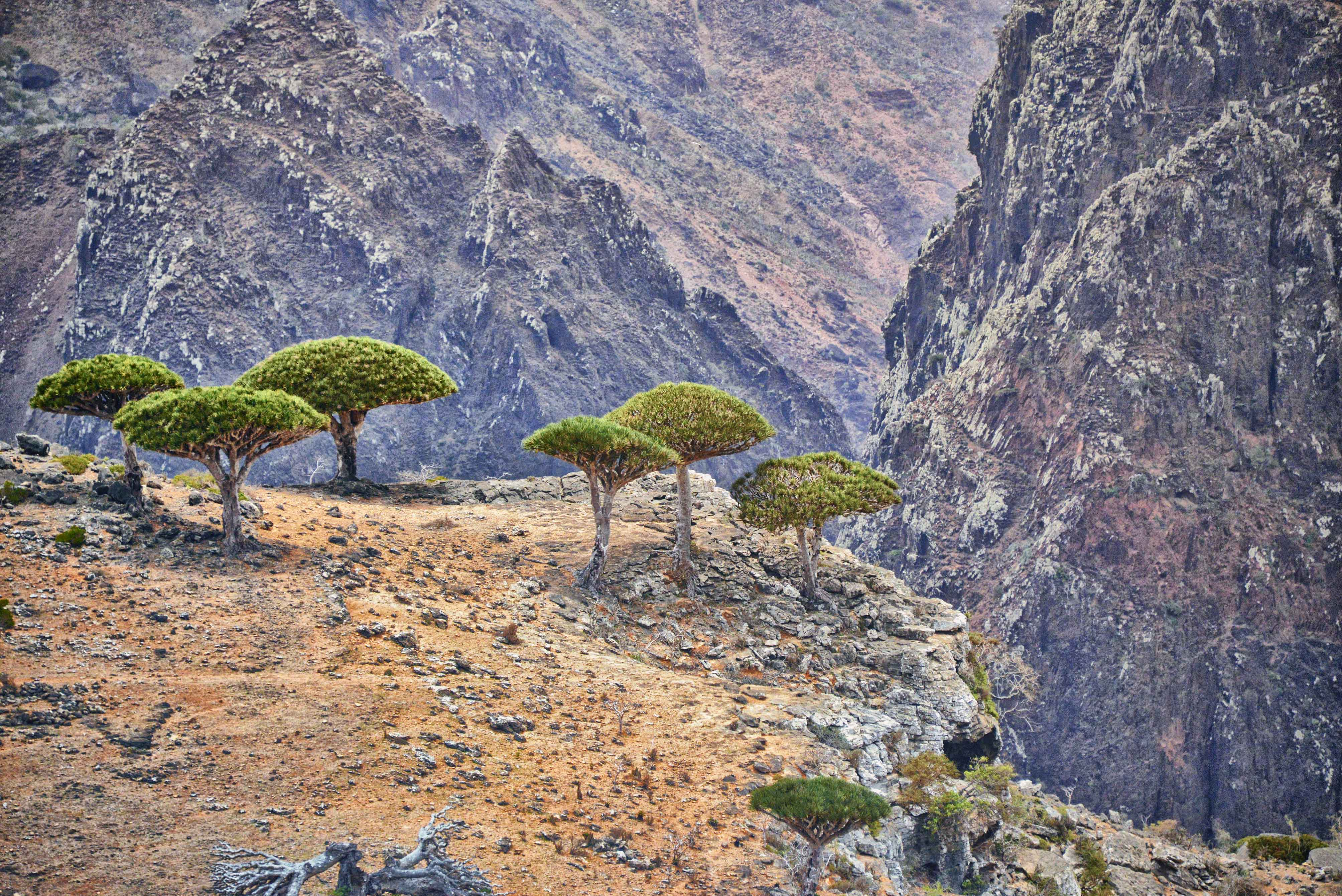